# Sporisorium pseudosorghi
Sporisorium pseudosorghi är en svampart som beskrevs av Vánky, R.G. Shivas & Athip. 2006. Sporisorium pseudosorghi ingår i släktet Sporisorium och familjen Ustilaginaceae.   Inga underarter finns listade i Catalogue of Life.